# Румунија на Песми Евровизије
Румунија је до сада учествовала 23 пута, први пут 1994. године. Најбољи резултат јесте 3. место 2005. године који је поновљен и 2010. године.
Године 2016, Румунија бива дисквалификована са такмичења због дугова националног емитера према ЕРУ од 16 милиона швајцарских франака.
Године 2018, Румунија је по први пут такмичење завршила у полуфиналу.

## Представници
| Година    | Извођач(и)                  | Песма                      | Финале            | Поени             | Полуфинале       | Поени            |                  |
| --------- | --------------------------- | -------------------------- | ----------------- | ----------------- | ---------------- | ---------------- | ---------------- |
| 1993      | Дида Драган                 | "Nu pleca"                 | Нису се пласирали | Нису се пласирали | 7                | 38               |                  |
| 1994      | Дан Битман                  | "Dincolo de nori"          | 21                | 14                |                  |                  |                  |
| 1995      | Није учествовала            | Није учествовала           | Није учествовала  | Није учествовала  | Није учествовала | Није учествовала | Није учествовала |
| 1996      | Моника Ангел и Синкрон      | "Rugă pentru pacea lumii"  | Нису се пласирали | Нису се пласирали | 29               | 11               |                  |
| 1997      | Није учествовала            | Није учествовала           | Није учествовала  | Није учествовала  | Није учествовала | Није учествовала | Није учествовала |
| 1998      | Малина Олинеску             | "Eu cred"                  | 22                | 6                 |                  |                  |                  |
| 1999      | Није учествовала            | Није учествовала           | Није учествовала  | Није учествовала  | Није учествовала | Није учествовала | Није учествовала |
| 2000      | Taxi                        | "The Moon"                 | 17                | 26                |                  |                  |                  |
| 2001      | Није учествовала            | Није учествовала           | Није учествовала  | Није учествовала  | Није учествовала | Није учествовала | Није учествовала |
| 2002      | Моника Ангел и Марчел Павел | "Tell Me Why"              | 9                 | 71                |                  |                  |                  |
| 2003      | Никола                      | "Don't Break My Heart"     | 10                | 73                |                  |                  |                  |
| 2004      | Санда                       | "I Admit"                  | 18                | 18                | Топ 12 из 2003.  | Топ 12 из 2003.  |                  |
| 2005      | Луминица Ангел и Систем     | "Let Me Try"               | 3                 | 158               | 1                | 235              |                  |
| 2006      | Михај Трајстарију           | "Tornerò"                  | 4                 | 172               | Топ 10 из 2005.  | Топ 10 из 2005.  |                  |
| 2007      | Todomondo                   | "Liubi, Liubi, I Love You" | 13                | 84                | Топ 10 из 2006.  | Топ 10 из 2006.  |                  |
| 2008      | Нико и Влад                 | "Pe-o margine de lume"     | 20                | 45                | 7                | 94               |                  |
| 2009      | Елена                       | "The Balkan Girls"         | 19                | 40                | 9                | 67               |                  |
| 2010      | Паула Селинг и Ови          | "Playing With Fire"        | 3                 | 162               | 4                | 104              |                  |
| 2011      | Hotel FM                    | "Change"                   | 17                | 77                | 4                | 111              |                  |
| 2012      | Мандинга                    | "Zaleilah"                 | 12                | 71                | 3                | 120              |                  |
| 2013      | Чезар                       | "It's My Life"             | 13                | 65                | 5                | 83               |                  |
| 2014      | Паула Селинг и Ови          | "Miracle"                  | 12                | 72                | 2                | 125              |                  |
| 2015      | Voltaj                      | "De la capat"              | 15                | 35                | 5                | 89               |                  |
| 2016      | Овидију Антон               | "Moment of Silence"        | Дисквалификована  | Дисквалификована  | Дисквалификована | Дисквалификована |                  |
| 2017      | Илинка и Алекс Флореа       | "Yodel It!"                | 7                 | 282               | 6                | 174              |                  |
| 2018      | The Humans                  | "Goodbye"                  | Нису се пласирали | Нису се пласирали | 11               | 107              |                  |
| 2019      | Естер Пеони                 | "On a Sunday"              | Нису се пласирали | Нису се пласирали | 13               | 71               |                  |
| 2020      | Роксен                      | "Alcohol You"              | Отказано          | Отказано          | Отказано         | Отказано         |                  |
| 2021      | Роксен                      | "Amnesia"                  | Нису се пласирали | Нису се пласирали | 12               | 85               |                  |
| 2022      | Wrs                         | "Llámame"                  | 18                | 65                | 9                | 118              |                  |
| 2023      | Теодор Андреј               | "D. G. T. (Off and On)"    | Нису се пласирали | Нису се пласирали | 15               | 0                |                  |
| 2024–2025 | Није учествовала            | Није учествовала           | Није учествовала  | Није учествовала  | Није учествовала | Није учествовала | Није учествовала |